# Raúl Rangel Frías
Raúl Antonio Rangel Frías (Monterrey, Nuevo León, 10 de marzo de 1913-íb., 8 de abril de 1993) fue un destacado abogado, político, intelectual y escritor mexicano. Fue rector de la Universidad de Nuevo León, y, posteriormente, gobernador del estado de Nuevo León.
Durante su gestión se dio un importante impulso a la cultura en todos los órdenes y se realizaron innumerables obras para dotar a los habitantes del Estado tanto de agua potable como de medios de comunicación y energía eléctrica. La salud, lo mismo que la agricultura y la ganadería, fueron otros rubros que el licenciado Rangel Frías apoyó decididamente.

## Infancia y estudios
Nació en la calle Washington, núm. 250, en Monterrey, Nuevo León, a las cuatro de la mañana del 10 de marzo de 1913, siendo hijo del doctor Edelmiro Rangel Treviño, originario de Santa Catarina y de Josefina Frías Alcocer, originaria de Querétaro, hermana del periodista y escritor Heriberto Frías; fue presentado en el Registro Civil el 30 de mayo de ese año. Cursó sus primeros estudios en el colegio Hidalgo. Posteriormente, ingresó al antiguo Colegio Civil, donde recibió su instrucción preparatoria; presidió la sociedad de alumnos y fue miembro de importante del grupo "Alfonso Reyes". En 1929 participó en el Segundo Concurso de Oratoria organizado por el periódico El Universal, resultando triunfador. Además, fue director de la revista literaria Rumbo.
Habiendo iniciado sus estudios profesionales en la Universidad de Nuevo León, continuó su formación en la Ciudad de México, en la Universidad Nacional Autónoma de México y en 1938 obtuvo el título de abogado con mención honorífica.

## Actividades literarias y educativas
Destacado catedrático y literato, Raúl Rangel Frías formó parte de la Generación Literaria denominada Barandal, a la que también pertenecían Octavio Paz, Rafael López, Salvador Toscano y José Alvarado, entre otros. Además, impartió cátedra en la Escuela Nacional de Jurisprudencia y en los Centros Obreros de Extensión Universitaria. Ya en Monterrey, fue profesor en la Facultad de Derecho, en la Escuela Nocturna de Bachilleres y en la Preparatoria del Instituto Laurens, además de fundador y entusiasta impulsor de la Escuela de Verano.
En 1944 fundó las revistas Armas y letras (de aparición mensual) y Universidad (publicación semestral). Posteriormente se desempeñó como jefe del Departamento de Prensa y Publicaciones del gobierno neoleonés. Fue asimismo, jefe del Departamento de Acción Social Universitaria de la Universidad de Nuevo León, y rector de la propia institución durante dos periodos consecutivos (de 1949 a 1952 y de 1952 a 1955).

## Matrimonio y familia
El lic. Rangel Frías contrajo matrimonio con Elena Hinojosa Welsh, originaria de Montemorelos, N.L., el 28 de noviembre de 1942. La pareja tuvo cinco hijos: Elena, Alejandra (catedrática de la Universidad Autónoma de Nuevo León, casada con Eugenio Clariond Reyes-Retana, hermano del exobernador Benjamín Clariond, y a su vez, madre del cineasta Andrés Clariond Rangel) Raúl -alcalde de San Pedro Garza García-, Mónica y Lucía.

## Gobierno
Postulado por el Partido Revolucionario Institucional, el licenciado Rangel Frías resultó elegido gobernador de Nuevo león, asumiendo el mando del Estado el 4 de octubre de 1955.

### Agua
Con una inversión aproximada de 200 millones de pesos, el gobierno de Rangel Frías procuró suministrar agua potable a la creciente ciudad de Monterrey. Se perforó un socavón en San Francisco, Villa de Santiago, y ocho pozos profundos en Mina; se tendieron varios kilómetros de tubería y se construyó la presa de La Boca con una capacidad de almacenamiento de cuarenta millones de metros cúbicos.
Lo anterior permitió que, para 1961, ingresaran a Monterrey dos mil 500 litros de agua por segundo, en lugar de los 750 que se recibían anteriormente, con lo cual resultaron beneficiados cerca de 200 mil habitantes. Las obras de este tipo se extendieron a todos los municipios de la entidad, donde también se realizaron labores de alcantarillado. Este amplio programa de obras hidráulicas se llevó a cabo con la ayuda de los particulares, quienes participaron a través de la Comisión de Agua Potable, sobre todo en Monterrey.

### Electricidad
El programa de electrificación para Nuevo León fue muy amplio y abarcó desde Linares (al sur), hasta China y General Bravo (al oriente), Cerralvo y Salinas Victoria (al norte) y San Nicolás de los Garza y Villa de García (al poniente), sumando un radio aproximado de 120 kilómetros y con un costo de casi 25 millones de pesos. Asimismo, durante el sexenio del gobernador Rangel Frías se introdujo la luz mercurial y se ampliaron los servicios de pavimentación en Monterrey; se construyó la carretera Linares-Galeana y se repavimentaron otras más.

### Agricultura
En materia de agricultura puede contarse la fundación de un campo de cultivo de cítricos para exportación en el municipio de General Terán. Dada la importancia de la zona ixtlera, se estableció un sistema de riego en el Valle de Sandía, que permitió irrigar cerca de dos mil hectáreas; además, en esa misma zona se construyeron 24 bordos, con una inversión de un millón de pesos. Se crearon las presas de El Chapotal en el municipio de Montemorelos, El Porvenir en Linares y La Cuchilla en Salinas Victoria. De igual manera se estableció la Facultad de Agronomía de la Universidad de Nuevo León en la hacienda El Canadá.

### Ganadería
En cuanto a la ganadería, se creó un Centro de Inseminación Artificial, lo que permitió la producción de carnes seleccionadas y la realización de seis exposiciones ganaderas en Villa de Guadalupe.

### Salubridad
Respecto al ramo de salubridad, el licenciado Rangel Frías estimuló la fundación de centros para la promoción de salud e higiene en los municipios de Allende, General Terán, Galeana, Ascensión, Aramberri, Doctor Arroyo, Los Ramones, Sabinas Hidalgo, Villaldama y Mina. Fueron levantadas veinte clínicas ejidales y el Instituto Mexicano del Seguro Social construyó en Monterrey el centro de salud mental. también se llevaron a cabo campañas de vacunación contra el tifo, la tuberculosis y el paludismo.

### La construcción de Ciudad Universitaria
Durante el régimen del gobernador Rangel Frías se dio un gran impulso a la construcción de la Ciudad Universitaria, con los fondos que para tal fin recabó el Patronato Universitario de Nuevo León. Se designaron para la Universidad cien hectáreas del Campo Militar, 200 hectáreas de un ejido cercano a Monterrey y parte de los terrenos rescatados al río Santa Catarina. Fueron construidas tres facultades, la rectoría, un centro deportivo, los laboratorios centrales y la alberca olímpica; además se iniciaron las obras para la Facultad de Filosofía y Letras y un estadio. Independientes de la Universidad, también se construyeron la Unidad de Neumonología del Hospital Universitario, la Escuela e Internado de Enfermeras, la Escuela de Arte Dramático, el Centro de Investigaciones Económicas y el Instituto de Estudios Humanísticos.

### La Capilla Alfonsina
Mención aparte merece la fundación de la Biblioteca Universitaria Alfonso Reyes, inaugurada el 20 de noviembre de 1956 con un acervo de sesenta mil volúmenes e integrada por las bibliotecas del obispo Valverde Téllez, la Pública del Estado, la de Ricardo Covarrubias y la del arqueólogo Salvador Toscano. Un mes antes el licenciado Rangel Frías inauguró el Museo Regional de Nuevo León, estimulando con ello de una manera muy importante la preservación y el impulso de la cultura regiomontana. Asimismo, dotó al Archivo General del Estado de un edificio propio.

### Centenario del Colegio Civil
El 4 de noviembre de 1957 se cumplió el primer centenario del Colegio Civil y con tal motivo se organizaron diversos festejos y actos culturales a los que asistió, en representación del presidente de la República, el licenciado José Ángel Ceniceros, entonces titular de la Secretaría de Educación Pública.

### Condonación de presupuesto
Otro aspecto destacado de la gestión de Rangel Frías fue la condonación que obtuvo del gobierno federal de un préstamo por 36 millones de pesos que el gobierno local arrastraba desde la época del doctor Ignacio Morones Prieto. Gracias a ello, el gobernador Rangel Frías pudo contar con mayor libertad para ejercer el presupuesto, que fue de 80 millones en 1959 y de 100 millones en 1961.

## Actividades y cargos posteriores
Al dejar la gubernatura de Nuevo León, se dedicó a la labor literaria, combinándola con el desempeño de algunos cargos públicos. Colaboró en numerosas publicaciones, sobre todo en el periódico El porvenir. En 1975 fue titular de la Dirección General de Investigaciones Humanísticas de la Universidad Autónoma de Nuevo León, y en 1978 fue nombrado delegado de la SEP en Nuevo León, y después director general de Servicios Coordinados de Educación en el estado.
En 1984 fue nombrado director de la Unidad de Servicios Educativos a Descentralizar (USED) en Nuevo León, organismo dependiente de la SEP. Ese mismo año, el 7 de febrero, la Universidad Autónoma de Nuevo león lo nombró doctor honoris causa. Más adelante, y de 1986 hasta su muerte, fue director general del Instituto de la Cultura de Nuevo León.

## Premios y reconocimientos
Uno de los reconocimientos más importantes que recibió Raúl Rangel Frías fue el título de Benemérito del Estado de Nuevo León, otorgado post mortem por la LXVII Legislatura en una solemne sesión el 14 de mayo de 1997. Este homenaje, realizado en presencia de familiares y amigos, fue un reconocimiento a su trayectoria ejemplar y a su contribución significativa en la educación, la cultura y el desarrollo del estado. Además de este honor, también se le distinguió con premios como la Medalla “Alfonso Reyes” de la UANL, la presea “Diego de Montemayor” otorgada por el cabildo de Monterrey, la presea “Serafín Peña”, y en 1983, el doctorado honoris causa en Filosofía y Letras por la UANL. En 1986, el Gobierno del Estado de Nuevo León le confirió la Presea Estado de Nuevo León en el área de Humanismo.

## Muerte
Raúl Rangel Frías falleció en Monterrey, Nuevo León, el 8 de abril de 1993, a la edad de 80 años. Sus restos incinerados se encuentran en la cripta del templo de la Purísima.

## Obra
Destacado historiador, ensayista y narrador, Raúl Rangel Frías es autor de las siguientes obras:
- “Apuntes históricos del Colegio Civil” (1931)
- "Identidad del Estado y derecho de la teoría jurídica pura de Hans Kensen" (1938)
- “Situación económica de las universidades” (1953)
- “Hidalgo y la patria mexicana” (1953)
- “Discursos universitarios” (1959)
- “Testimonios” (1961)
- “Discurso final” (1961)
- “Evocación de Alfonso Reyes” (1963)
- “Jerónimo Treviño. Héroes y epígonos” (1967)
- “Cosas nuestras” (1971)
- “El reino. Un libro de relatos” (1972)
- “José Alvarado en recuerdos” (1975)
- “Alma Mater” (1984)
- “Federico Cantú y su obra” (1986)
- “El Anáhuac, a través de Alfonso Reyes” (1988)
- “Antología Histórica” (1989)
- “Memorias” (1990)